# Sanita Pušpure
Sanita Pušpure (Riga, URSS, 21 de diciembre de 1981) es una deportista irlandesa que compite en remo.
Ganó tres medallas en el Campeonato Mundial de Remo entre los años 2018 y 2022, y cuatro medallas en el Campeonato Europeo de Remo entre los años 2014 y 2020.

## Palmarés internacional
| Campeonato Mundial | Campeonato Mundial       | Campeonato Mundial | Campeonato Mundial |
| Año                | Lugar                    | Medalla            | Prueba             |
| ------------------ | ------------------------ | ------------------ | ------------------ |
| 2018               | Plovdiv (Bulgaria)       | Medalla de oro     | Scull individual   |
| 2019               | Ottensheim (Austria)     | Medalla de oro     | Scull individual   |
| 2022               | Račice (República Checa) | Medalla de bronce  | Doble scull        |
| Campeonato Europeo |                          |                    |                    |
| Año                | Lugar                    | Medalla            | Prueba             |
| 2014               | Belgrado (Serbia)        | Medalla de bronce  | Scull individual   |
| 2016               | Brandeburgo (Alemania)   | Medalla de bronce  | Scull individual   |
| 2019               | Lucerna (Suiza)          | Medalla de oro     | Scull individual   |
| 2020               | Poznań (Polonia)         | Medalla de oro     | Scull individual   |